# Droga wojewódzka nr 864
Droga wojewódzka nr 864 (DW864) – droga wojewódzka stanowiąca lokalny łącznik DW863 i DW865. Na całej długości znajduje się w gminie Cieszanów powiatu lubaczowskiego. Jest najkrótszą drogą wojewódzką w województwie podkarpackim. Jej długość wynosi 4,467 km.

## Przebieg trasy
Droga rozpoczyna się na skrzyżowaniu w Nowym Lublińcu i rozłącza się od DW863. Prowadzi następnie przez osiedle PGR w Nowym Lublińcu kierując się ciągle na wschód. Dalej przebiega wzdłuż całego Żukowa. W centrum wsi umiejscowiony jest niewielki przepust nad bezimienną rzeczką wpadającą do Łówczanki. Dołącza się do DW865 w Żukowie.

## Historia
Powstanie drogi datowane jest na 1940 rok. Wiosną tego roku rozpoczęto budowę drogi strategicznej dla Niemców Zamch-Żuków. Fragmentem tej drogi jest dzisiejsza droga wojewódzka nr 864. Podczas jej budowy zniszczono cmentarz żydowski, a nagrobki zużyto na budowę szosy.

## Planowane inwestycje
Planowana jest budowa chodnika Żuków-Kosobudy wzdłuż drogi wojewódzkiej nr 864.

## Miejscowości leżące przy trasie DW864
- Nowy Lubliniec (DW863)
- Żuków (DW865)